# روجر نوكس
روجر نوكس (بالإنجليزية: Roger Knox)‏ هو مغني وكاتب أغاني أسترالي، ولد في 1948 في موري في أستراليا.

## وصلات خارجية
- روجر نوكس على موقع ميوزك برينز (الإنجليزية)